# Пальмовый чекан
Па́льмовый чека́н, или ду́люс (лат. Dulus dominicus), — вид певчих птиц из отряда воробьинообразных, единственный в семействе пальмовых чеканов, или дулидовых (Dulidae). Эндемик Вест-Индии, обитающий на острове Гаити и соседних маленьких островках Саона и Гонав, является наиболее распространённой местной птицей.
Пальмовый чекан — небольшая птица с относительно длинным хвостом, крупным клювом, небольшой головой и длинной подвижной шеей. Оперение достаточно жёсткое, окраска оливково-коричневая или зеленовато-коричневая в верхней части и бледно-охристая с широкими резкими полосами — в нижней. Половой диморфизм не выражен. Обитает в саванне с королевскими пальмами ройстоунея, плоды которых составляют значительную часть рациона дулюса. На этих пальмах птицы обычно строят большие коммунальные гнёзда на 4—10 (иногда больше) пар с отдельными гнездовыми камерами и центральной камерой. Сезон размножения обычно приходится на период с февраля по август, кладка содержит от 2 до 7 яиц. Гнёзда используются несколько лет не только для вывода потомства, но и как место для ночёвок.
Пальмовый чекан — национальная птица Доминиканской Республики. Он упоминается в литературе по меньшей мере с XVI века и был включён в 12-е издание «Системы природы» Карла Линнея (1766). Наиболее близкими считаются семейства свиристелевых (Bombycillidae) и шелковистых свиристелей (Ptiliogonidae), с которыми иногда объединяется в одно семейство. Птицы с острова Гонав некоторыми специалистами рассматриваются как отдельный подвид Dulus dominicus oviedo.

## Этимология
Пальмовый чекан упоминается в литературе по меньшей мере с XVI века. Гонсало Фернандес де Овьедо, который несколько лет прожил на острове Гаити, в своей работе Historia General y Natural de Las Indias (1535) называет его Paxaro comunero. В работе французского учёного Луи Фелье птица получила название Passer maculosus (1725). Согласно данным французского зоолога Матюрен-Жака Бриссона, птиц называли «рабами» («esclave») из-за тёмного оперения и подчинённого поведения по отношению к королевским тираннам (Tyrannus), однако подтверждений последнему не было предоставлено. Симон Герреро полагает, что название связано с постоянной работой пальмовых чеканов над своим гнездом. Тесная связь данного вида с королевскими пальмами нашла отражение в названии птиц на английском (англ. Palmсhat) и французском (фр. Esclave Palmiste) языках.
В современных источниках на русском языке птиц называют пальмовыми чеканами, это наименование применяется и для семейства Dulidae, и для рода Dulus, соответственно вид называется пальмовый чекан. Используется также прямое заимствование из латыни, согласно которому вид называют дулюс, род — дулюсы, а семейство — дулидовые, или дулиды. Название семейства «пожиратели пальмовых семян» является неверным переводом.

## Общая характеристика

### Описание
Пальмовый чекан — небольшая птица с относительно длинным хвостом, крупным клювом, маленькой головой и длинной подвижной шеей. Шумный и общительный характер, а также отсутствие других похожих птиц на острове Гаити делают его легко узнаваемым. К похожим птицам можно отнести более крупного жемчужноглазого крикливого пересмешника (Margarops fuscatus), который, однако, обладает более длинным хвостом с белым кончиком, длинным клювом и характерной тускло-белой радужкой глаза. Вместе с тем данный вид не водится на острове Гаити, а дулюс не представлен на острове Беата, расположенном недалеко от южного побережья Доминиканской Республики, на котором можно встретить пересмешника.
Оперение пальмового чекана достаточно жёсткое, окраска оливково-коричневая в верхней части спины и на голове, более коричневая на спине и в верхней части крыла, переходящая в зеленовато-оливковую на нижней части спины и крыла. Спереди птица имеет бледно-охристое оперение с широкими и резкими сажисто-коричневыми полосами, их частота может быть различна. Цвет горла варьирует от оливкового до тёмного. У дулюса довольно длинные закруглённые крылья, они включают десять первостепенных маховых перьев, самыми длинными из которых являются шестое, седьмое и восьмое перья. Пятое перо короче восьмого, а девятое — четвёртого, десятое (внешнее) перо в два-три раза короче девятого. Первостепенные и второстепенные маховые перья имеют желтовато-зелёные кончики, которых нет на третьестепенных перьях. Эти кончики почти невидимы в плохом освещении и хорошо заметны при ярком солнечном свете. Хвост коричневый, средней длины, короче, чем расстояние от изгиба крыла до кончика второстепенных перьев. Хвостовые перья довольно узкие, с жёстким стержнем и широким закруглённым концом.

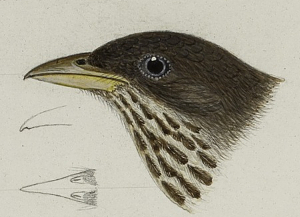
Клюв пальмового чекана

Клюв относительно толстый с несколько загнутым вниз надклювьем, бледно-жёлтого цвета, заметно короче головы. Высота клюва в области ноздрей составляет около половины его длины (от кончика до начала роста перьев). В подклювье находится прогиб, позволяющий удерживать клювом тяжёлые палки, которые дулюс использует для строительства большого гнезда. Радужка глаза красная. Птица также обладает округлыми ноздрями и короткими щетинками вокруг клюва.
Лапы достаточно крупные и крепкие, тёмно-серого цвета. Плюсна длиннее среднего пальца без когтя и короче среднего пальца с когтем. Внешний палец слегка короче среднего, внутренний — заметно короче. Базальная фаланга среднего пальца почти по всей длине соединена с внешним и до половины длины с внутренним пальцами. Когти сильно изогнуты.
Половой диморфизм не выражен, в полевых условиях различить самцов и самок невозможно. Вместе с тем, согласно измерениям музейных экспонатов, длина крыла самцов является несколько большей, чем у самок. Молодые птицы похожи на взрослых, но перья на горле и шее почти полностью тёмные, кроме более светлых жёлто-коричневых концов.

### Размеры
Пальмовый чекан — сравнительно небольшая птица; в Handbook of the Birds of the World (HBW Alive) указана длина 18—20 см, по Роберту Риджуэю (1904) — 16 см, по Александру Ветмору и Брэдшоу Холлу Свейлсу (1931) — 19—21 см, согласно сведениям второго издания справочного пособия «Жизнь животных» под редакцией В. Д. Ильичёва и А. В. Михеева (1986) — 18 см, согласно более поздним работам (1998, 2006) — 20 см. Энциклопедия Neotropical Birds Online приводит размеры птиц на основе работы Ветмора и Свейлса (измерения проводились по музейным и частным коллекционным экземплярам), а также работы Уэйна Арендта (Wayne J. Arendt) 2004 года (измерения проводились на живых птицах). Коллекционные экземпляры (по одному для самца и самки) использовались и Робертом Риджуэем, измерения опубликованы в бюллетене Смитсоновского института 1904 года
| Показатели | Неопределённый (2004), мм | Самцы (1931), мм | Самки (1931), мм | Самцы (1904), мм | Самки (1904), мм |
| ---------- | ------------------------- | ---------------- | ---------------- | ---------------- | ---------------- |
| Крыло      | 84,4—90,0 (86,87)         | 82,3—89,8 (86,3) | 83,4—90,0 (86,8) | 83               | 87               |
| Хвост      | 62,0—70,3 (66,9)          | 65,6—77,0 (69,8) | 63,5—77,4 (68,3) | 65               | 68               |
| Клюв       | 11,1—16,5 (14,52)         | 13,5—16,5 (15,1) | 13,7—16,0 (15,0) | 12               | 12               |
| Плюсна     | 18,2—23,5 (21,5)          | 20,3—24,4 (22,3) | 20,2—23,5 (22,2) | -                | 21               |

О массе дулюса данных мало: в современных работах указана средняя масса самцов — 51 грамм, самок — 47,5 г, птенцов — 41 г.

### Вокализация

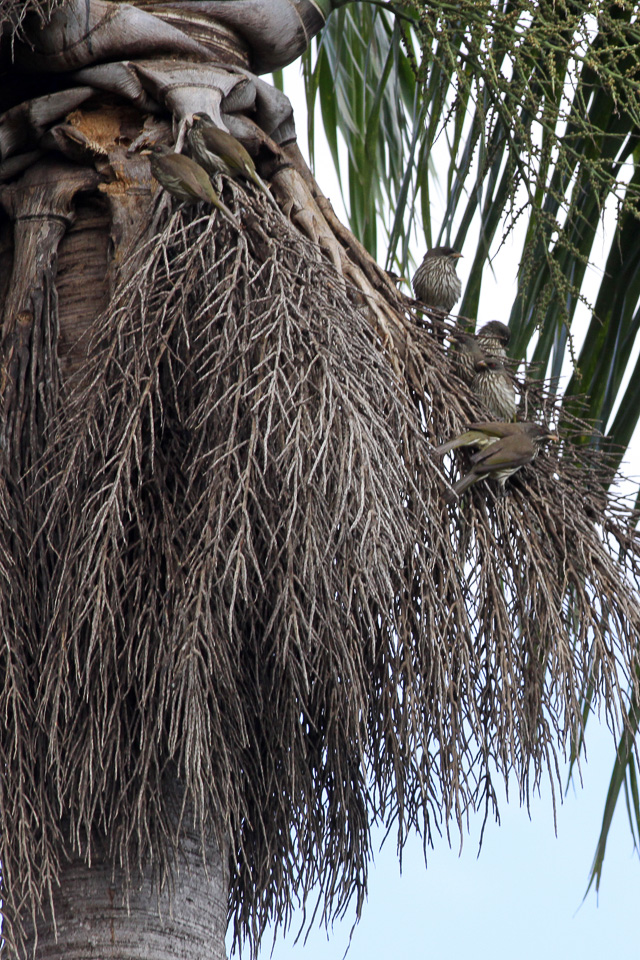
Группа пальмовых чеканов на королевской пальме

Репертуар пальмового чекана включает писк, клёкот, каркание и свист, его позывки при этом могут быть вполне мелодичными, однако песни в него не входят. Своим постоянным шумом птицы напоминают обыкновенного скворца (Sturnus vulgaris). Для дулюса характерен хорошо разработанный сигнал, предупреждающий об опасности: громкий музыкальный «cheer, cheer, cheer», иногда произведённый хором, означает приближение хищника. Он может сопровождаться сигналом «sush-sush-sush». После этих сигналов стая затихает, и птицы прячутся в укрытия. Сигнал предупреждения об опасности относится к хищным птицам, пальмовые чеканы не используют его при приближении человека. Специалисты Neotropical Birds Online среди постоянных позывок также выделяют громкий скрипучий крик.

### Поведение
Пальмовый чекан широко распространён, но недостаточно изучен. В первую очередь это связано с тем, что он предпочитает обитать высоко на деревьях, из-за чего его сложнее наблюдать, чем другие виды птиц на острове Гаити. Полёт пальмового чекана — быстрый и прямой — состоит из комбинации быстрых взмахов крыльев со скольжением и напоминает полёт свиристеля (Bombycilla garrulus). Дулюс довольно проворен, своими длинными лапами с крючковатыми когтями он цепляется за ветви. Птицы почти никогда не садятся на землю.
Пальмовые чеканы являются социальными птицами, они часто сидят на ветвях близко друг от друга или летают рядом. Американский орнитолог Джеймс Бонд указывал в своих записках, что наблюдал группы птиц, сидящих высоко на деревьях и смотрящих в одну сторону.

## Распространение
Ареал семейства дулидовых, наряду с семейством тодиевых (Todidae), ограничен Вест-Индией. Дулюс обитает только на острове Гаити и соседних маленьких островках Саона и Гонав, однако отсутствует на островах Тортю и Ваш, расположенных менее чем в 10 км от побережья Гаити. По неподтверждённым данным, птицу видели на острове Ямайка в 1975 году. Международный союз охраны природы указывает площадь ареала 123 тысячи км², в то время как специалисты HBW Alive говорят приблизительно о 76 тысячах км² — площади острова Гаити.
Основными местами обитания пальмового чекана являются низинные саванны с королевскими пальмами ройстоунея. Птицы также широко распространены на открытых и полуоткрытых пространствах на высоте до 1800 метров над уровнем моря, включая лиственные и вечнозелёные леса. Пальмовые чеканы были замечены на высоте 1825 метров в предгорьях Ла-Сель и на высоте 1800 метров в национальном парке Ла-Визит в Республике Гаити, в то время как в Доминиканской Республике их редко можно встретить на высоте более 1500 метров (птиц наблюдали в районе муниципалитета Констанза). Дулюс практически не встречается в очень густых лесных массивах и на высоких горах.
По мнению специалистов HBW Alive, данный вид предпочитает антропогенную среду обитания с большим количеством сельскохозяйственных угодий, парков и садов. Пальмового чекана можно встретить в самом центре Санто-Доминго — столицы Доминиканской Республики. Хотя дулюс легко адаптируется к изменённым человеком ландшафтам, некоторые исследования свидетельствуют о снижении популяции — в одних и тех же районах в 1996 году было обнаружено меньше гнёзд чекана, чем в 1974—1976 годах. Вместе с тем численность дулюса считается стабильной, и он относится к видам, вызывающим наименьшие опасения.
Говоря о распространённости пальмового чекана на острове Гаити, немецкий орнитолог Готфрид Мауэрсбергер заметил, что из десяти встреченных певчих птиц восемь или девять обычно относятся к данному виду. Исследования на северо-востоке Доминиканской Республики (2001) в саванне с большим количеством королевских пальм показали, что дулюс является самой распространённой местной птицей, превышая по меньшей мере в 10 раз популяции других птиц. Пальмовый чекан не мигрирует на большие расстояния, но, по предположению Мауэрсбергера, ему может быть свойственна сезонная миграция между различными высотами и типами мест обитания. В частности, в конце сезона размножения Мауэрсбергер наблюдал меньшее количество птиц, чем до его начала, что противоречит ожиданиям самой высокой популяции в этот период.

## Питание
Рацион пальмового чекана довольно обширен и включает широкий спектр фруктов, насекомых, цветов и листьев, хотя в основном преобладает фруктовая диета. Исследование содержимого желудков взрослых птиц показало, что в подавляющем большинстве оно состоит исключительно из растительного вещества (57 случаев из 58). Аналогичным образом исследование фекалий птенцов показало преобладание фруктовых семян с малым процентом частиц насекомых. Мауэрсбергер предположил, что дулюс ест листья из-за личинок насекомых, находящихся на них. Редких в своём рационе насекомых дулюс обычно собирает с деревьев или ловит на лету.
Пальмовый чекан предпочитает гнездиться на королевских пальмах вида Roystonea borinquena, которые обычно приносят большой урожай ягод, составляющих основу его рациона. В верхних ярусах деревьев и пальм часто можно наблюдать группы птиц, кормящихся ягодами. Изредка дулюса можно встретить на кустарниках и почти никогда — на земле. Другие виды растений, употребляемых в пищу: Coccothrinax argentea, Bumelia salicifolia, Citharexylum fruticosum, Bursera simaruba, кроме того, называют Bunchosia glandulosa, Cordia nitida, Cordia alliodora, Mammea americana, Annona reticulata, Annona muricata, Inga fagifolia, Piper aduncum, Cecropia peltata, Rauvolfia nitida, Wallenia laurifolia, Sabal umbraculifera.
Кормовое поведение пальмовых чеканов напоминает синиц (Parus) или клестов (Loxia). Они часто питаются в группах по 16—20 особей, при этом ведут себя настороженно.

## Размножение
Сезон размножения пальмового чекана начинается в феврале и продолжается до августа (называется также промежуток с марта по июнь), однако сильно варьирует от года к году и в зависимости от ареала птиц. В засушливых районах на юго-западе Доминиканской Республики начало сезона приходится на февраль, а в гораздо более влажных областях на северо-востоке он не начинается до конца апреля. В целом, как и для большинства видов воробьинообразных в Карибском бассейне, начало сезона размножения обычно совпадает с началом сезона дождей.
Во время ухаживания самец преподносит самке пищу. Когда самка пальмового чекана готова к совокуплению, она открывает клюв и качает крыльями. По наблюдениям Симона Герреро, пары дулюса могут совокупляться в воздухе.

### Гнездование
Пальмовый чекан предпочитает строить гнёзда на королевских пальмах на высоте 6—25 метров. Из 722 гнёзд, обследованных в 1985 году, 699 (97 %) были расположены на этих деревьях. В горах птицы гнездятся высоко на хвойных деревьях, изредка строят гнёзда на телеграфных столбах. Комментируя такое поведение, Симон Герреро заметил, что пальмовые чеканы ведут себя «как хорошие доминиканцы»: «когда тебе нельзя есть, ты напиваешься» («Pero como buena dominicana, „cuando no se puede apiá, se jondea“»). В 2001 году было обнаружено гнездо на скале в Карибском море около побережья Кабо-Рохо на юго-западе Доминиканской Республики.
Нередко можно увидеть птиц, несущих громоздкие ветки, с помощью которых они строят массивные гнёзда. Птицы поднимают ветки в клюве, совершая перелёт почти вертикально вверх и останавливаясь передохнуть. Диаметр и высота гнезда зачастую составляют более одного метра, иногда могут достигать двух метров. Ещё в XVI веке испанский натуралист Гонсало Фернандес де Овьедо сравнивал гнёзда пальмового чекана с гнёздами аиста в родной Испании, подобные сравнения использовали и более поздние исследователи. Птицы могут занимать гнездо, которое используется не только для выведения потомства, но и для ночёвок вне сезона размножения, несколько лет, занимаясь его обслуживанием на протяжении всего года, при этом каждый год гнездо расширяется. Типичный размер группы, обитающей в одном гнезде, составляет 4—10 пар (в работе Ветмора и Свейлса говорится о 8—20 птицах), большие гнёзда могут занимать до 50 пар. Ветмор и Свейлс полагают, что старые рассказы о гнёздах для нескольких сотен чеканов являются преувеличением, возможно, основанным на полётах больших стай птиц над упавшими со старых пальм гнёздами. Гнёзда на хвойных деревьях существенно меньше и предназначены для одной или двух пар пальмового чекана.
Для исследования гнёзд 5 апреля 1927 года Ветмор и Арндт наняли человека, который сбрасывал их с верхушек пальм. Гнёзда состояли из веток длиной 25—45 см, иногда до 60—70 см. Внутри коммунального гнезда расположены отдельные гнездовые камеры для каждой пары, с отдельным входом снизу и туннелем, длина которого составляет 5—40 см, в некоторых гнёздах есть центральная камера. В проводимых в 1927 году исследованиях центральное помещение имело 10—12,5 см в диаметре, а отдельные гнездовые помещения отличались компактностью (их невозможно было отделить от всего гнезда), при их строительстве использовались ветки меньшего размера. Гнездовые камеры обычно грубо выложены сухой травой и пальмовыми листьями.
Многие птицы, включая антильского гракла (Quiscalus niger), желтоголовую квакву (Nyctanassa violacea), а также гаитийского канюка (Buteo ridgwayi), могут строить свои гнёзда прямо на гнёздах пальмового чекана. Помимо дулюса, многокамерные коммунальные гнёзда строят только обыкновенные общественные ткачи (Philetairus socius), попугаи-монахи (Myiopsitta monachus) и чёрные буйволовые ткачи (Bubalornis niger). Представители родственных семейств — свиристели и шелковистые свиристели — создают открытые чашеобразные гнёзда.

### Птенцы
Пальмовый чекан откладывает от 2 до 7 яиц, средний размер кладки составляет 3,7 яйца на 45 наблюдениях. Ветмор и Свейлс приводят следующие размеры яиц: 25,2—25,7 на 19,5—20,1 мм. Яйца различаются по цвету и рисунку. Цвет фона варьирует от светло-зелёного до бежевого, рисунок представлен пятнами, пятнышками и линиями коричневого, фиолетово-коричневого или серого цветов. Рисунок разной насыщенности может быть сконцентрирован на одном конце яйца (обычно широком, но иногда узком) или равномерно распределён по всей поверхности. Яйца в одной кладке обычно раскрашены однотипно, что позволяет самке различать свои яйца. По мнению Симона Герреро, наличие раскраски у яиц пальмового чекана говорит, что закрытая форма гнезда появилась у пальмового чекана относительно недавно, так как для неё характерны белые яйца в кладке.
Инкубационный период длится примерно 15 дней. Трёхдневные и недельные птенцы голые. В течение 32 дней птенцы остаются в гнезде, их кормлением занимаются и самец, и самка. В возрасте одного года птицы достигают половой зрелости, но уже с трёх месяцев помогают в строительстве гнезда.

## Экология

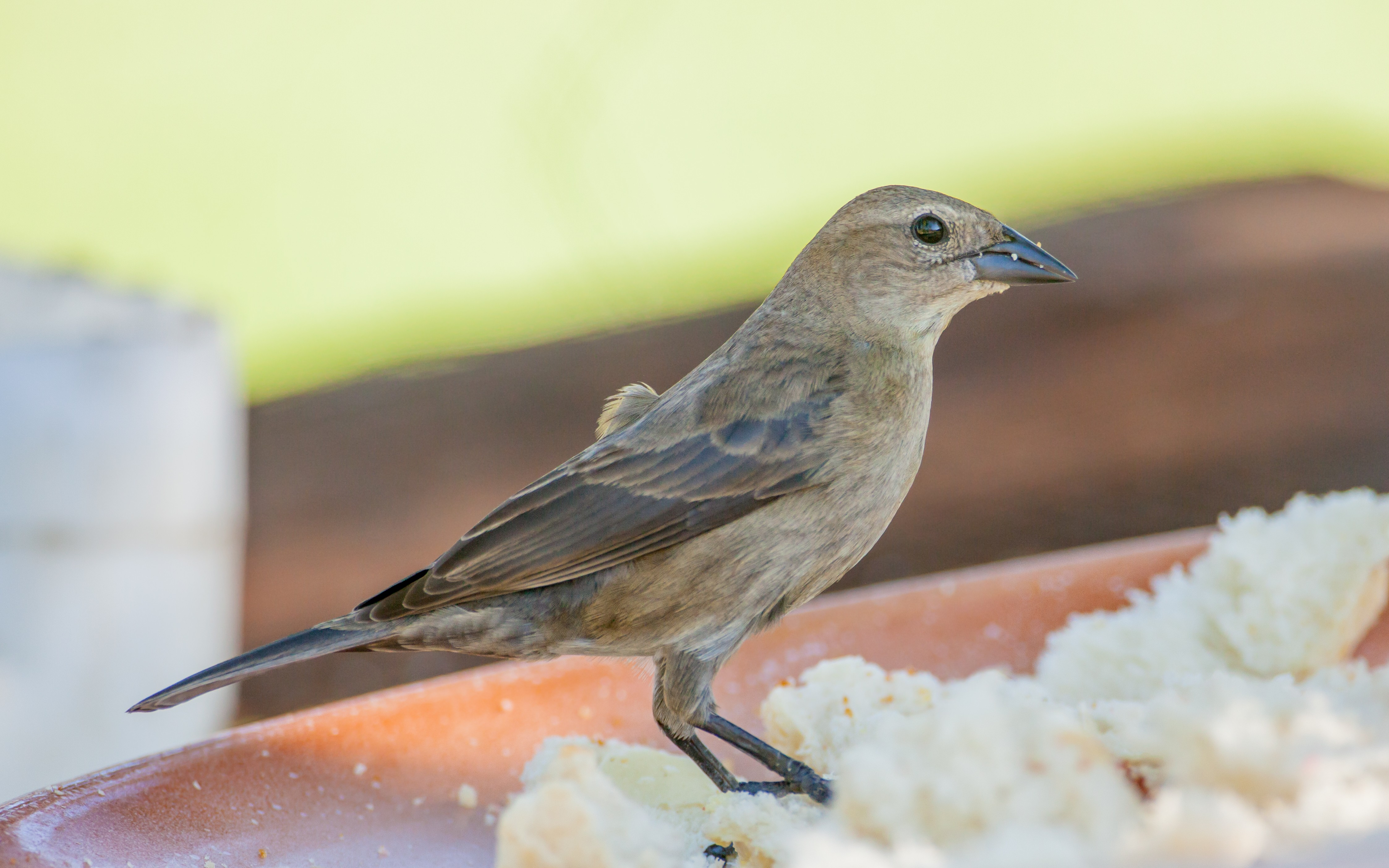
Самка блестящего коровьего трупиала

Пальмовые чеканы подвержены паразитизму оводов (Gasterophilinae). Ветмор и Свейлс называют среди паразитов Philornis pici — мух, которые откладывают яйца под кожей головы и крыльев.
Чтобы снизить риск разорения гнёзд змеями или крысами, пальмовый чекан обычно строит их на отдельно стоящих пальмах, хотя нападения всё равно случаются. Кроме того, гнёзда привлекают внимание таких хищных птиц, как пальмовый ворон (Corvus palmarum), антильский ворон (Corvus leucognaphalus), полосатый ястреб (Accipiter striatus) и воробьиная пустельга (Falco sparverius).
Среди 44 кладок пальмового чекана, исследованных в 2001 году, 11 содержали яйца, не совпадающие по раскраске с остальной кладкой (от одного до трёх яиц другой раскраски). Современный уровень знаний не позволяет сказать, является ли данное поведение внутривидовым гнездовым паразитизмом или представляет собой форму сотрудничества.
Пальмовый чекан является одним из шести видов птиц на острове Гаити, кладки которых использует блестящий коровий трупиал (Molothrus bonariensis) — инвазивный вид, появившийся на острове в 1972 году, который подкладывает яйца другим птицам. Исследования на юго-западе Доминиканской Республики показывают наличие посторонних яиц в 5,3 % из 243 гнёзд в 1974—1977 годах и 25,8 % из 62 гнёзд в 1982 году; в 2001 году все 58 кладок на северо-востоке страны не были паразитированы. Возможно, низкая частота паразитизма связана с различиями в диетах птенцов: трупиал нуждается в пище животного происхождения с высоким содержанием белка, в то время как рацион птенцов дулюса в основном включает фрукты. Судя по всему, пальмовые чеканы не видят угрозу в трупиале и позволяют самкам этого вида находиться всего в нескольких метрах от гнезда.

## Систематика и классификация

Dulus palmarum в работе Вьейо, 1817 год

Вид Tanagra dominica был включён в 12-е издание «Системы природы» шведского учёного Карла Линнея (1766) на основе ранних работ Бриссона. В 1816 году французский орнитолог Луи Жан Пьер Вьейо описал род Dulus (от др.-греч. δοῦλος — раб), а в 1817 году включил в него вид Dulus palmarum. Данное наименование пальмового чекана впоследствии использовалось только в работах французских орнитологов Шарля Люсьена Бонапарта (1850) и Фредерика де Ла Френе (1851). Название Dulus dominicus впервые появилось в работе немецкого зоолога Карла Иоганна Густава Хартлауба (1951). В 1838 году английский орнитолог Уильям Свенсон описал вид Dulus nuchalis, предположительно обитающий в Бразилии и имеющий меньшие размеры по сравнению с пальмовым чеканом, а также белую полосу на шее. Риджуэй в 1904 году поставил под сомнение это описание и предположил, что род является монотипическим. Окончательную точку в этом вопросе поставил Бонд, изучивший экземпляр, на основе которого было дано описание Свенсона, и посчитавший различия несущественными.
В классификации Линнея пальмовые чеканы помещены в род Tanagra, который, помимо танагровых (Thraupidae), также включал эуфоний (Euphonia). Впоследствии данный вид был отнесён к семейству Ampelidae (в настоящее время котинговые), включавшему на тот момент также свиристелей и шелковистых свиристелей. В 1904 году Роберт Риджуэй разделил эту группу на три отдельных семейства: свиристелевые (Bombycillidae), шелковистые свиристели (Ptiliogonidae) и дулидовые (Dulidae). В XX веке такая классификация считалась общепринятой, однако некоторые таксономисты определяли эти группы подсемействами Bombycillidae. К подобному выводу пришёл Мартин Дейл Арви (Martin Dale Arvey) в ходе опубликованных в 1951 году исследований, включавших сравнение окраски оперения, особенностей гнездования и кормления, деталей скелета, мышц и пищеварительного тракта. В частности, для всех этих птиц характерно наличие одиночной плечевой ямки, что свойственно также ласточковым сорокопутам (Artamidae).
В классификации Сибли — Алквиста, основанной на гибридизации ДНК, дулюсы, свиристели и шелковистые свиристели, состоящие в тесном родстве, были отнесены к инфраотряду Passerida, а ласточковые сорокопуты — к Corvida. Анализ, проведённый Чарлзом Сибли и Джоном Алквистом, указывал на то, что Bombycillidae, Ptiliogonidae и Dulidae произошли от одного предка, при этом дулюс отделился до того, как произошло разделение между свиристелями и шелковистыми свиристелями. Учёные предложили считать дулюса отдельной трибой Dulini в семействе свиристелевых, однако эта рекомендация не была принята научным сообществом. Другими родственными птицами они назвали оляпковых (Cinclidae), дроздовых (Turdidae), мухоловковых (Muscicapidae), скворцовых (Sturnidae) и пересмешниковых (Mimidae), однако доказательства этого утверждения неоднозначны.
Вместе с тем анализ яичного белка методом электрофореза не показал близкой родственной связи пальмового чекана со свиристелями и шелковистыми свиристелями. Другими существенными различиями считают более жёсткое и грубое оперение дулюса, а также куполообразное коммунальное гнездо, которое отличается от типичных открытых чашеобразных гнёзд представителей этих семейств. Исследования некоторых характеристик челюстных мышц указывают на тесную связь пальмового чекана с сорокопутовым свиристелем (Hypocolius ampelinus), обитающим в юго-западной Азии (некоторые учёные относят все четыре группы к одному семейству), при этом к близким семействам также относят личинкоедовых (Campephagidae) и бюльбюлевых (Pycnonotidae).
В настоящее время общепринятой считается классификация, согласно которой принадлежащее отряду воробьинообразных семейство пальмовых чеканов (Dulidae) является монотипическим, включает один современный род и один вид и наиболее близкородственно семействам свиристелевых (Bombycillidae) и шелковистых свиристелей (Ptiliogonidae).
В любом случае, несмотря на своё название, пальмовый чекан не является близким родственником собственно чеканов (род Saxicola) — тоже воробьинообразных птиц, но из семейства мухоловковых, распространённых в Старом Свете.

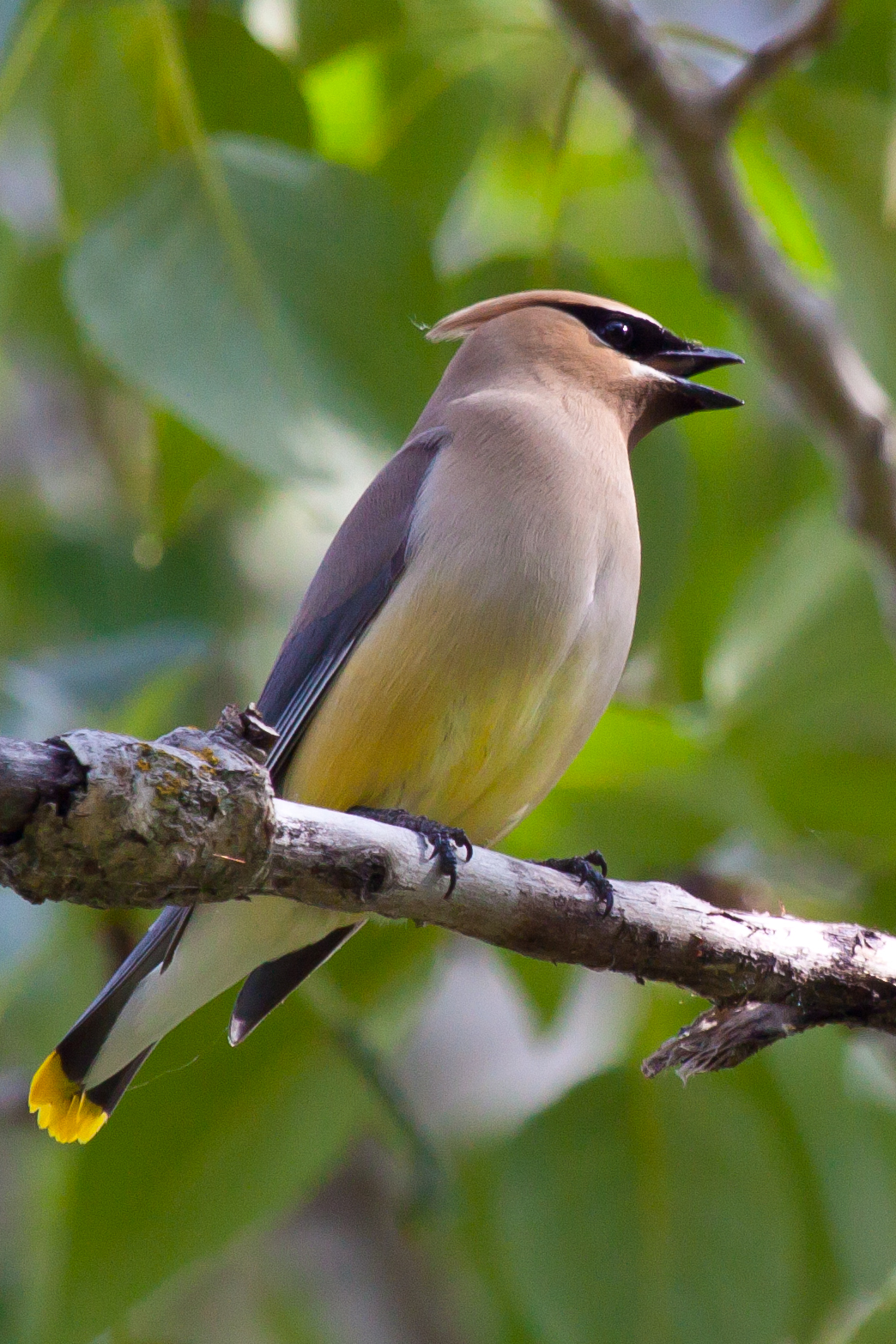
Американский свиристель
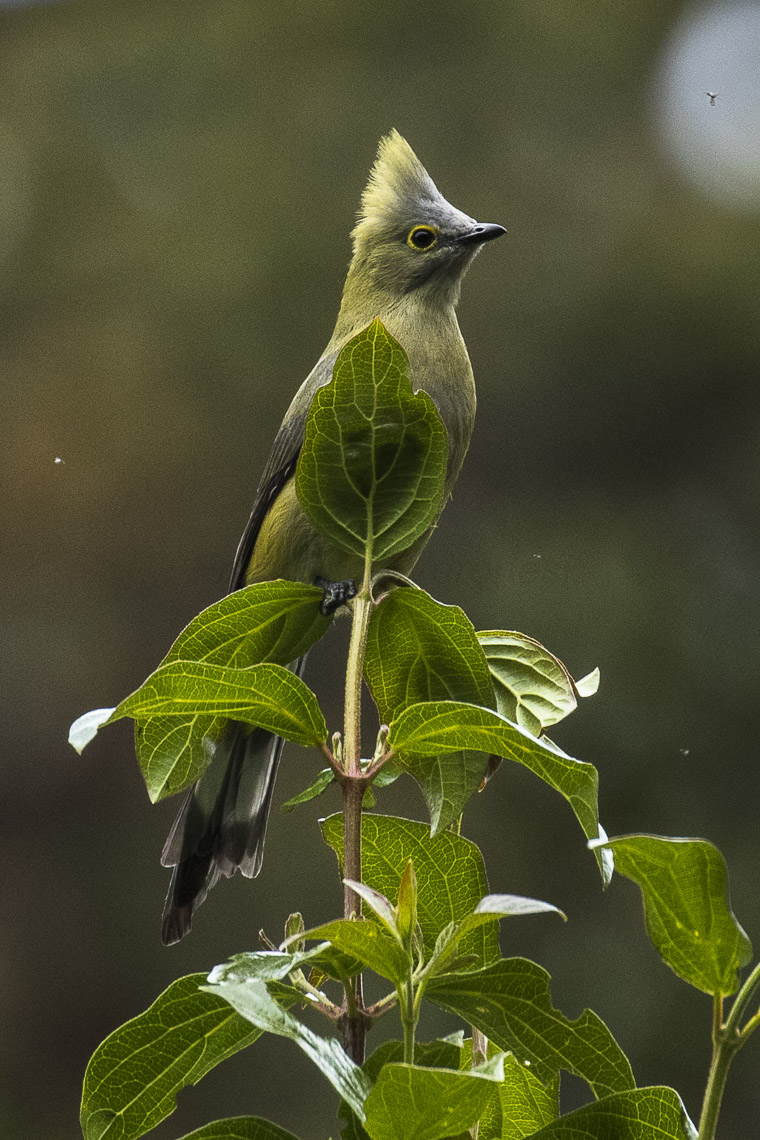
Ptiliogonys caudatus
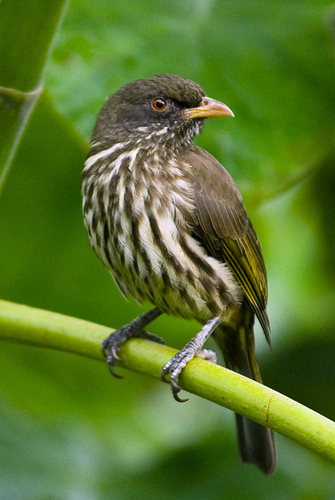
Пальмовый чекан
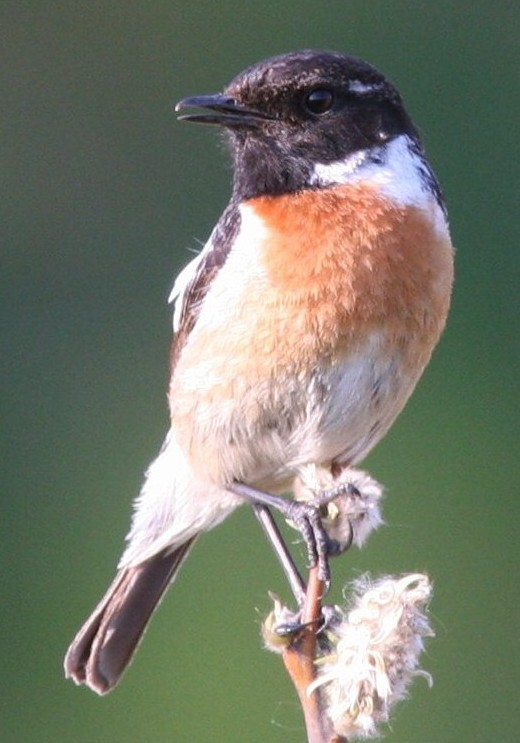
Черноголовый чекан

### Подвиды
Ветмор и Свейлс, исследуя оперение образцов с различных частей острова Гаити, обратили внимание на то, что птицы с западной части (Гаити) в целом светлее и имеют меньше полос, чем птицы с восточной части (Доминиканская Республика), особенно в сравнении с птицами с полуострова Самана, которые заметно темнее и имеют больше полос. Птицы с острова Гонав некоторыми специалистами рассматриваются как отдельный подвид Dulus dominicus oviedo. Ветмор, который впервые описал его в 1929 году, дал название в честь Фернандеса де Овьедо. По его оценкам, данный подвид имеет более серый и менее оливковый верх, а также менее зелёные подхвостье и бока, по сравнению с птицами основного острова. Для него также характерны более крупные размеры в целом и более крупный клюв (средняя длина крыла у самцов 91,1 против 86,3 мм, хвост — 73,0 против 69,8 мм, клюв — 16,2 против 15,1 мм, плюсна — 22,3 мм в обеих группах).

## Взаимоотношение с человеком
Несмотря на то, что пальмовый чекан широко представлен на острове Гаити, упоминания о нём в фольклоре местных жителей отсутствуют. Своим социальным поведением и огромными гнёздами он привлёк внимание ранних путешественников, и упоминания пальмового чекана часто встречаются в их работах. 14 января 1987 года пальмовый чекан был объявлен национальной птицей Доминиканской Республики.
Как и многих других птиц на острове, пальмового чекана употребляли в пищу, в частности, барон де Вимпфен в 1817 году писал о том, что его мясо довольно вкусное. В XXI веке употребление в пищу этой птицы не практикуется в Доминиканской Республике.